# 古賀政男
古賀 政男（こが まさお、1904年（明治37年）11月18日 - 1978年（昭和53年）7月25日）は、昭和期の代表的作曲家であり、ギタリスト。国民栄誉賞受賞者。栄典は従四位、勲三等瑞宝章、紫綬褒章。明治大学商学部（旧制）卒業。本名は古賀正夫（読み同じ）。
少年時代に弦楽器に目覚め、青年期はマンドリン・ギターのクラシック音楽を研鑽しつつ、大正琴を愛した。その後は、プレクトラム音楽家の「古賀正男」から流行歌王の「古賀政男」になり、昭和期を代表する国民的作曲家としての地位を確立し、数多くの流行歌をヒットさせた。生涯で制作した楽曲は5,000曲ともいわれ、「古賀メロディー」として親しまれている。

## 生涯

### 幼少期
1904年（明治37年）、福岡県三潴郡田口村（現・大川市）に8人きょうだいの6番目として誕生。近くには水の都柳川があり、その風景は後年の『誰か故郷を想わざる』のモチーフになった。5歳のときに父が他界し、母と姉、弟とともに7歳で故郷を離れ、働いている長兄がいる朝鮮に渡り感情起伏の激しい少年時代を過ごした。故郷喪失の悲しみは『人生の並木路』のモチーフとなった。朝鮮では最初は仁川に、その後は京城で暮らした。従兄弟から大正琴をもらったのもこの頃である。古賀政男が初めてマンドリンを手にしたのは中学3年（京城善隣商業学校）のときで、一番仲の良かったすぐ上（4番目）の兄からマンドリンを贈られた。この時期から音楽家への道を志すようになる。

### 青年期
善隣商業学校を出て大阪の商店に勤めたのち、1923年（大正12年）に明治大学予科に入学し、明治大学マンドリン倶楽部の創設に参画した。当時の明大マンドリン倶楽部では、ボッタキアーリ、ラウダス、バッチなどのマンドリンの大曲が演奏されていたが、古賀自身も難曲「幻想的狂想曲」（ロマーノ）を独奏するなどの活動が見られている。1928年（昭和3年）夏には旅先の青根温泉付近の山中で剃刀自殺を図るが、同行していた友人の発見により未遂に終わる。そのときに見た蔵王の夕暮れから名曲『影を慕いて』の詩が浮かんだといわれている。1980年に同地に『影を慕いて』の歌碑が建立された（関連：青根洋館）。1928年の秋の定期演奏会は同年春に開館したばかりの明治大学記念館講堂で開催されたが、このとき佐藤千夜子の知遇を得た。また、この頃「音楽は和也（なり）」の理念が生まれた。
1929年（昭和4年）春の大学卒業後は指導者となり音楽活動を続けた。6月、明大マンドリン倶楽部の定期演奏会で『影を慕いて』（ワルツ・ギター合奏）を発表。その年の暮れには、佐藤千夜子の歌唱とマンドリンオーケストラを率いて、『文のかおり』など自作品をビクターで吹き込んだ。1930年（昭和5年）秋にはビクターで、『影を慕いて』と『日本橋から』を佐藤千夜子の歌唱によって吹き込む。このときは、まだマンドリン・ギター演奏家「古賀正男」だった。また、この歌は宮城県川崎町の風景をモチーフにしたといわれている。当時、死の淵に追われた古賀が川崎町の森林を歩いているうちに我に返りこの歌を書いたという。1931年（昭和6年）1月、新譜でレコードは発売されたが、売れ行きは芳しくなかった。尚、『影を慕いて』の創作過程については、菊池清麿の『評伝古賀政男 青春よ永遠に』に詳細に記されている。

### 作曲家としての誕生・活動
1931年、日本コロムビア専属となった。当初は作曲に自信がなく文芸部の社員を希望していたが、結局、作曲家として契約した。このとき、東京音楽学校在籍中の藤山一郎と出会ったことが古賀政男の人生を大きく変えることになった。藤山一郎の歌唱表現が古賀政男の才能を開花させたのである。『酒は涙か溜息か』『丘を越えて』『影を慕いて』の3曲がSPレコードで発売され、以降多くのヒット曲を世に出した（なお、藤山は東京音楽学校卒業後、ビクター専属となる）。
1933年（昭和8年）には、松平晃が歌唱した『サーカスの唄』がヒットしたが、直後に離婚騒動などもあって体を壊し、1933年の晩秋から翌年にかけて伊東で静養した。翌1934年、コロムビアからテイチクに移籍。ビクターから迎えた藤山一郎、ディック・ミネ、楠木繁夫、美ち奴などを擁し、『緑の地平線』『二人は若い』『東京ラプソディ』『あゝそれなのに』『青い背広で』『人生の並木路』などのヒット曲を発表した。
1938年（昭和13年）秋、外務省の音楽文化親善使節として渡米し、ハワイ、アルゼンチンを訪問。渡米直前にコロムビアに復帰した。1939年（昭和14年）秋、アメリカNBC放送で古賀の作品が取り上げられ、全世界に向けて15分間にわたって放送された。帰国後は『誰か故郷を想わざる』『目ン無い千鳥』『新妻鏡』『なつかしの歌声』などがヒット曲となった。

### 戦後の活動

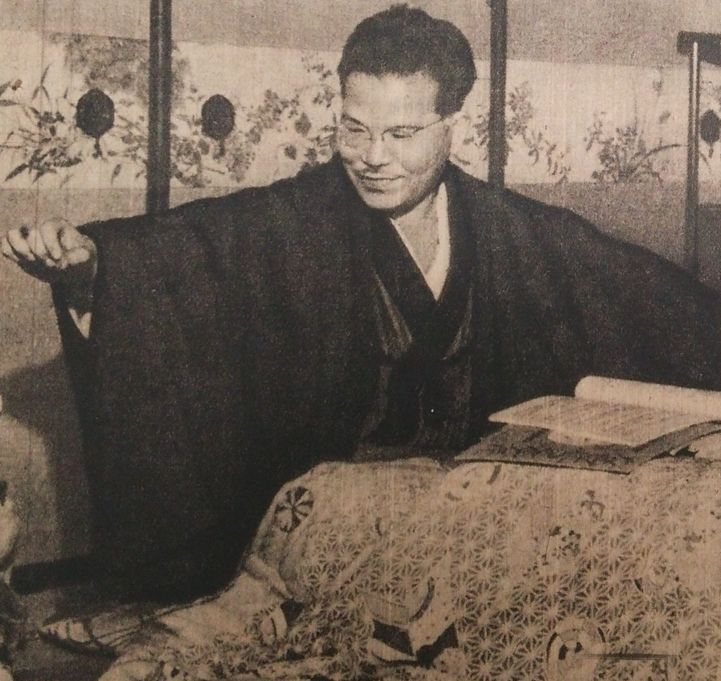
1948年

太平洋戦争後の1948年（昭和23年）に近江俊郎が吹き込んだ『湯の町エレジー』がヒット。同年には「古賀ギター歌謡協会」（後の古賀ギター学院）を設立した。
1960年代には過去に自らの前で『悲しき竹笛』（万城目正作曲の『悲しき口笛』とは異なる）を歌った美空ひばりの歌の作曲を手がけた。1964年（昭和39年）発表の『柔』は190万枚を売り上げ、1965年（昭和40年）の第7回日本レコード大賞を受賞。翌1966年（昭和41年）発表の『悲しい酒』も145万枚を売り上げるミリオンセラーとなった。
作曲活動の傍らで1958年（昭和33年）には日本作曲家協会を創設し、初代会長となる。この翌年に服部良一らとともに創設したのが日本レコード大賞である。
1965年（昭和40年）以降は大正琴の普及にも努め、自作曲の大正琴レコード、オリジナルブランドの改良大正琴「KOGA TONE（古賀トーン）」を販売した。

### 晩年・死後

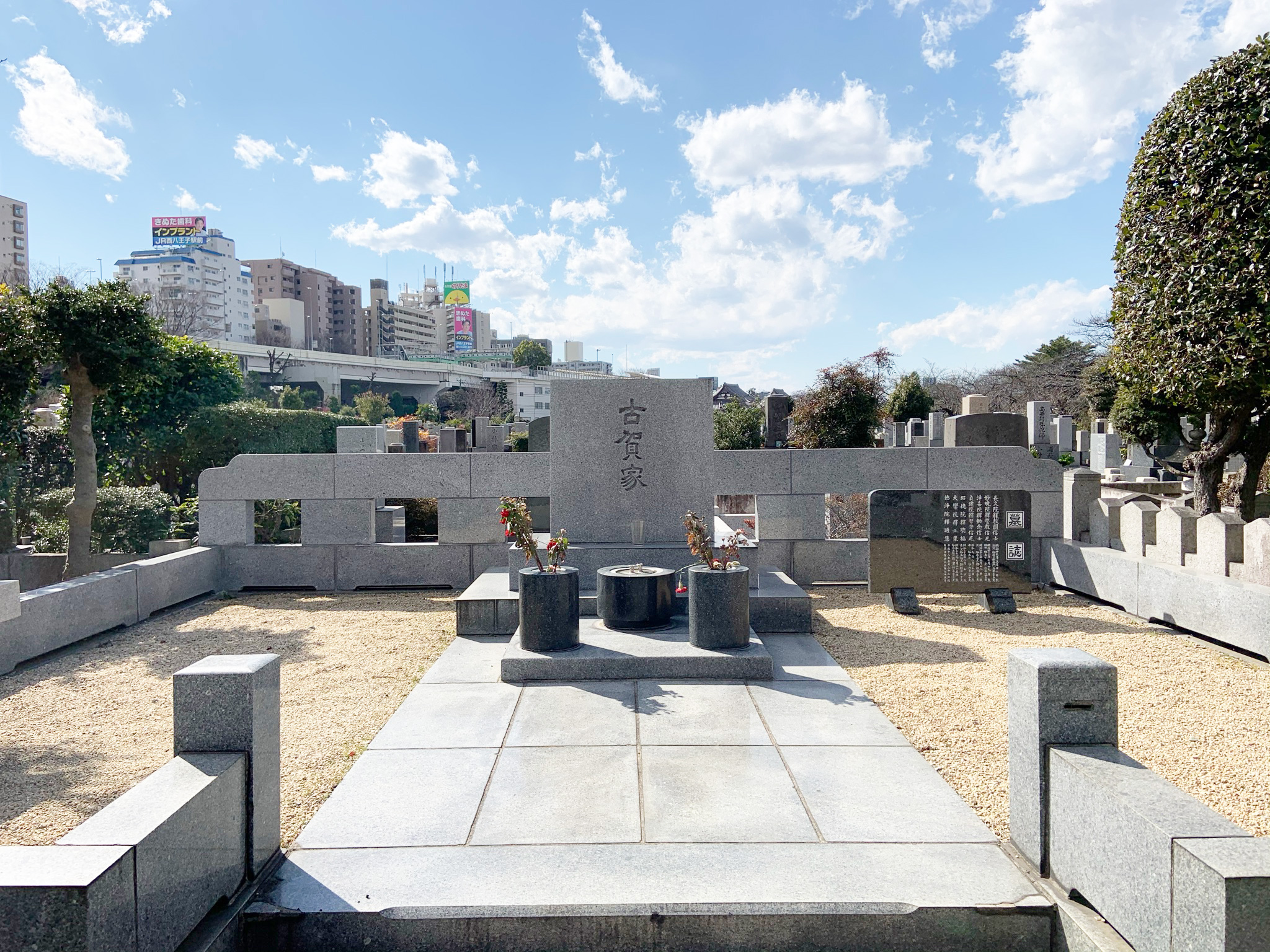
築地本願寺和田堀廟所にある古賀政男の墓

1974年（昭和49年）には平和への祈りを込め、広島平和音楽祭の実行委員長を引き受けた。第4回広島平和音楽祭に際して、島倉千代子のために製作した「ひろしまの母」が最後のレコードになった。
1978年（昭和53年）6月17日、明治大学マンドリン倶楽部・第102回定期演奏会（杉並公会堂）で指揮者を務めたのが、古賀自身最後の公の姿となった。
それから約1か月後、1978年7月25日の午後1時15分、東京・代々木の自宅で急性心不全により死去、享年73。その死から10日後の同年8月4日、前1977年（昭和52年）の王貞治（プロ野球選手）に次ぎ史上二人目、また、作曲家としては初となる国民栄誉賞を贈られた。
1998年（平成10年）7月には、日本コロムビアから16枚組CD-BOX『古賀政男大全集』が発売され、3,000セットを売り上げた。

## 主な作品
- 丘を越えて（キネマ映画「姉」主題歌）（1931年） 歌：藤山一郎
- 酒は涙か溜息か（1931年） 歌：藤山一郎
- 私此頃憂鬱よ（1931年） 歌：淡谷のり子
- 窓に凭（もた）れて（1931年） 歌：関種子
- キャンプ小唄（1931年） 歌：藤山一郎
- 月の浜辺（1931年） 歌：河原喜久恵
- スキーの唄（1931年） 歌：藤山一郎
- 影を慕いて（1932年、1968年） 歌：藤山一郎（1932年版）、森進一（1968年版）
- 日本橋から（1932年） 歌：関種子
- 強くなってね（1933年、1937年） 歌：渡辺光子（1933年版）、杉狂児・美ち奴（1937年版）
- サーカスの唄（1933年） 歌：松平晃
- ほんとにそうなら（1933年） 歌：赤坂小梅
- 来る来るサーカス（1933年） 歌：淡谷のり子
- 旅がらす（1933年） 歌：中野忠晴
- 東京祭（1933年） 歌：不明
- 夕べ仄（ほの）かに（1935年） 歌：松島詩子
- 男のまごころ（1935年） 歌：楠木繁夫
- 緑の地平線（日活映画「緑の地平線」主題歌）（1935年、1958年） 歌：楠木繁夫（1935年版）、青木光一（1958年版）
- 二人は若い（日活映画「のぞかれた花嫁」主題歌）（1935年） 歌：ディック・ミネ、星玲子
- ゆかりの唄（1935年） 歌：ディック・ミネ
- 白衣の佳人（1935年） 歌：ディック・ミネ
- 白い椿の唄（1935年） 歌：楠木繁夫
- ハイキングの唄（1935年） 歌：楠木繁夫
- 東京ラプソディ（1936年） 歌：藤山一郎
- 男の純情（1936年） 歌：藤山一郎
- 東京娘（1936年） 歌：藤山一郎
- 慈悲心鳥（日活映画「慈悲心鳥」主題歌）（1936年） 歌：楠木繁夫
- 女の階級（日活映画「女の階級」主題歌）（1936年） 歌：楠木繁夫
- 回想譜（1936年） 歌：藤山一郎
- 啄木の唄（1936年） 歌：楠木繁夫
- ああそれなのに（1936年） 歌：美ち奴
- うちの女房にゃ髭がある（1936年） 歌：杉狂児・美ち奴
- 細君三日天下（1936年） 歌：杉狂児・美ち奴
- 愛の小窓（1936年） 歌：ディック・ミネ
- 青い背広で（1937年） 歌：藤山一郎
- 人生の並木路（1937年） 歌：ディック・ミネ
- のばせばのびる（1937年） 歌：楠木繁夫
- 真実一路の唄（1937年） 歌：楠木繁夫
- 国境を越えて（1937年） 歌：楠木繁夫
- 青春日記（1937年） 歌：藤山一郎
- 道行シャンソン（1937年） 歌：楠木繁夫・美ち奴
- そんなの嫌い（1937年） 歌：美ち奴
- 軍国の母（日活映画「国家総動員」主題歌）（1937年） 歌：美ち奴
- 銃後の赤誠（1937年） 歌：奥田英子
- 東京盆踊り（1937年） 歌：藤山一郎・美ち奴
- お父さんの歌時計（1937年） 歌：古賀久子（菅原都々子） - 古賀の養女。
- 小楠公（1937年） 歌：古賀久子（菅原都々子）
- 動員令（1937年） 歌：楠木繁夫
- 人生劇場（1938年、1959年） 歌：楠木繁夫（1938年版）、村田英雄（1959年版）
- 歓喜の丘（1938年） 歌：藤山一郎
- 誰か故郷を想わざる（1940年） 歌：霧島昇
- なつかしの歌声（1940年） 歌：藤山一郎・二葉あき子
- 目ン無い千鳥（1940年、1965年、1969年） 歌：霧島昇・ミス・コロムビア（1940年版）、島倉千代子（1965年版）、大川栄策（1969年版）
- 新妻鏡（1940年、1965年、1969年、1970年） 歌：霧島昇・二葉あき子（1940年版）、島倉千代子（1965年版）、アントニオ古賀（1969年版）、大川栄策（1970年版）
- 新妻模様（1940年） 歌：霧島昇・ミス・コロムビア
- 春よいずこ（1940年） 歌：藤山一郎・二葉あき子
- 花ある人生（1940年） 歌：霧島昇
- 相呼ぶ歌（1940年） 歌：霧島昇・菊池章子
- 蛇姫絵巻（1940年） 歌：志村道夫・奥山彩子
- 熱砂の誓ひ（建設の歌）（1940年） 歌：伊藤久男
- 紅い睡蓮（東寶映画「熱砂の誓ひ」主題歌）（1940年） 歌：李香蘭
- 紫紺の歌（明治大学第一応援歌）（1941年） 歌：霧島昇
- そうだその意気（国民総意の歌）（1941年） 歌：霧島昇・松原操・李香蘭
- 総進軍の鐘は鳴る（1941年） 歌：不明
- 山の凱歌（1941年） 歌：伊藤久男・霧島昇
- 茜の雲の燃ゆる時（1941年） 歌：霧島昇・松原操
- 思い出の記（1941年） 歌：霧島昇
- 素晴らしき首途（1942年） 歌：霧島昇
- 母を呼ぶ歌（1942年） 歌：霧島昇・高峰三枝子
- 南の花嫁さん（1942年） 歌：高峰三枝子
- どうぢゃね元気かね（大映映画「歌ふ狸御殿」主題歌）（1942年） 歌：楠木繁夫
- 花の生命（1942年） 歌：霧島昇・李香蘭
- 誓いの港（1942年） 歌：霧島昇
- 打倒米英（1942年） 歌：霧島昇
- 陥としたぞシンガポール（1942年） 歌：霧島昇
- 故郷の白百合（1943年） 歌：霧島昇・松原操
- なつかしの蕃社（1943年） 歌：霧島昇・菊池章子
- 勝利の日まで（1944年） 歌：霧島昇
- 月夜船（1944年、1949年） 歌：波平暁男（1944年版）、近江俊郎（1949年版）
- 旅役者の唄（1946年） 歌：霧島昇
- 麗人の歌（1946年） 歌：霧島昇
- 悲しき竹笛（1946年） 歌：近江俊郎・奈良光枝
- 乙女船（1946年） 歌：霧島昇・奈良光枝
- 裏町セレナーデ（1946年） 歌：霧島昇・二葉あき子
- 青春の約束（1947年） 歌：霧島昇・渡辺はま子
- 旅の舞姫（1947年、1948年） 歌：霧島昇（1947年版）、霧島昇・二葉あき子（1948年版）
- 紅雀の歌（1948年） 歌：霧島昇
- 恋の曼珠沙華（1948年） 歌：二葉あき子
- 湯の町エレジー（1948年） 歌：近江俊郎
- 雨の夜汽車（1948年） 歌：奈良光枝
- シベリヤ・エレジー（1948年） 歌：伊藤久男
- 三百六十五夜（1948年） 歌：霧島昇・松原操
- あの夢この歌（1948年） 歌：霧島昇・二葉あき子
- 港の恋唄（1949年） 歌：鶴田六郎
- 人間模様（1949年） 歌：霧島昇
- 銀座シャンソン（1949年） 歌：霧島昇・二葉あき子
- 希望に燃えて（1949年） 歌：伊藤久男・霧島昇・近江俊郎・二葉あき子・奈良光枝・藤山一郎・高倉敏
- トンコ節（1949年、1951年） 歌：久保幸江・楠木繁夫（1949年版）、久保幸江・加藤雅夫（1951年版）
- 赤い靴のタンゴ（1950年） 歌：奈良光枝
- ハワイの夜（1950年） 歌：霧島昇
- 玄海しぶき（1950年） 歌：霧島昇
- 月が出た出た（1951年） 歌：霧島昇・久保幸江
- 青いガス燈（1951年） 歌：岡本敦郎
- 京都音頭（1951年） 歌：霧島昇・久保幸江
- 良いとこ節（1951年） 歌：霧島昇・久保幸江
- ゲイシャ・ワルツ（芸者ワルツ）（1952年） 歌：神楽坂はん子
- 白虎隊（1952年） 歌：霧島昇
- ギター月夜（1952年） 歌：霧島昇
- 浮草一座の歌（1952年） 歌：霧島昇
- 恋しあの町（1952年） 歌：霧島昇
- こんな私じゃなかったに（1952年） 歌：神楽坂はん子
- こんなベッピン見たことない（1953年） 歌：神楽坂はん子
- 見ないで頂戴お月さま（1953年） 歌：神楽坂はん子
- 石狩エレジー（1953年） 歌：霧島昇
- 港の町よさようなら（1953年） 歌：霧島昇
- ザビエルの鐘（1953年） 歌：青木光一
- モチのロン／若い時や二度ない（1953年） 歌：神楽坂はん子・青木光一
- 二十才の青春（1954年） 歌：青木光一
- 月の朝鮮海峡（1954年） 歌：青木光一
- 湖畔のギター（1954年） 歌：霧島昇
- 伊勢おどり（1954年） 歌：霧島昇・久保幸江
- りんどう峠（1955年） 歌：島倉千代子
- ピレネエの山の男（1955年） 歌：岡本敦郎
- マドロス子守唄（1955年） 歌：霧島昇
- 白浪五人男（1955年） 歌：霧島昇・久保幸江・岡本敦郎 他
- 娘船頭さん（1955年） 歌：美空ひばり
- 怒涛の男（1956年） 歌：美空ひばり
- 都に花の散る夜は（1956年） 歌：青木光一
- 思い出は懐かしきかな（1956年） 歌：霧島昇
- 目ン無い化粧（1956年） 歌：霧島昇・島倉千代子
- 江戸の闇太郎（1957年） 歌：美空ひばり
- 青春サイクリング（1957年） 歌：小坂一也
- 永遠に答えず（1957年） 歌：島倉千代子
- 馬喰一代（1957年） 歌：村田英雄
- 流れの旅相撲（1957年） 歌：霧島昇・島倉千代子
- 愛情一路（1957年） 歌：霧島昇
- 無法松の一生（1958年） 歌：村田英雄
- 思い出さん今日は（1958年） 歌：島倉千代子
- 銀座地階の女（1959年） 歌：コロムビア・ローズ（初代）
- 白い小ゆびの歌（1960年） 歌：島倉千代子
- 花散る下田（1960年） 歌：島倉千代子
- 東京五輪音頭（1963年） 歌：三波春夫、他
- 柔（1964年） 歌：美空ひばり
- ウソツキ鴎（1964年） 歌：小林幸子
- お島千太郎（1965年） 歌：美空ひばり
- 柔の男（1965年） 歌：美空ひばり
- 宮本武蔵（1965年） 歌：村田英雄
- 鶺鴒（せきれい）の舞（1965年） 歌：村田英雄
- 敦盛哀歌（1966年） 歌：舟木一夫
- 悲しい酒（1966年） 歌：美空ひばり
- 世界平和音頭（1968年） 歌：都はるみ
- 佐渡の石小法師（1973年） 歌：美空ひばり
- 浜昼顔（1974年） 歌：五木ひろし
- ひろしまの母（1977年） 歌：島倉千代子

### 映画音楽
- からくり歌劇（1936年、大谷俊夫監督）
- ジャズ忠臣蔵（1937年、伊賀山正徳監督）
- 銃後の赤誠（1937年、水ケ江竜一監督）
- 弥次㐂夛道中記（1938年、マキノ正博監督）
- 新妻鏡（1940年、渡辺邦男監督）
- 熱砂の誓ひ（1940年、渡辺邦男監督）
- 歌ふ狸御殿（1942年、木村恵吾監督）
- サヨンの鐘（1943年、清水宏監督）
- 麗人（1946年、渡辺邦男監督）
- 七つの宝石（1950年、佐々木啓祐監督）

## 出演
- ビッグショー（1976年2月22日・29日、NHK総合）
- この人と語ろう（1977年、NHK総合）

## 主な門下
- アントニオ古賀
- 猪俣公章
- 近江俊郎
- 大川栄策
- 小林幸子
- 佳山明生
- 鶴岡雅義
- 南郷達也
- 村田英雄
- 美川憲一
- 山本丈晴
- ルナ・ケンゾー
- 団しん也

## 展示施設

### 古賀政男記念館
古賀政男が誕生した福岡県大川市によって1982年に開設された記念館。古賀に纏わる写真のほか、『影を慕いて』の直筆楽譜や国民栄誉賞など顕彰された盾・トロフィー類が展示され、隣接地に復元した生家が構えている。

### 古賀政男音楽博物館
古賀政男が1932年から自邸を構えた渋谷区上原の敷地に一般財団法人古賀政男音楽文化振興財団によって1997年に開設された。建物は日本音楽著作権協会（JASRAC）が本部を構えるオフィスビルと博物館付属のコンサートホール「けやきホール」と一体化している。建設にあたってはJASRACから財団への融資で費用を賄い、JASRACが入居するオフィスビルの賃料を柱とする財団の事業収入から返済に充てる形態が採られている。
館内には古賀の来歴紹介や自邸のモックアップ、「大衆音楽の殿堂」受賞者のレリーフの展示、古賀作品と「大衆音楽の殿堂」顕彰者の楽曲音源がビデオオンデマンド方式で試聴することができるタッチパネル式のPCや、音楽関連図書を配架した音楽情報室が設置されている。

### 青根洋館
愛用の楽器や楽譜などの遺品が展示されている。

## 古賀政男音楽文化振興財団
一般財団法人古賀政男音楽文化振興財団 は、古賀の没後の1979年に設立された一般財団法人である。古賀作品の継承・振興を図るための活動や各種歌謡曲関連イベントの主催・共催などによる支援活動を行っている。古賀政男音楽記念館が開館してからは、同館の運営が主たる事業となっている。

## 古賀政男記念「大川音楽祭」
古賀政男の偉功を偲ぶとともに、大川市の音楽文化振興と古賀メロディー継承を願って開催される歌謡コンクール。
過去の参加者には、氷川きよし（1996年度一般歌謡部門最優秀賞）や北山たけし、岡幸二郎らがいる。

## 演じた俳優
- 上原謙

1949年、古賀自身が原案を務めた新東宝映画『影を慕いて』で、若き日の古賀をモデルにした「加賀俊男」を演じた。
- 若尾哲平

1977年、NHKの連続テレビ小説『いちばん星』で、青年期の古賀を演じた。
- 渥美清

1979年、NHKが没後1周年の追悼番組として放送したドキュメンタリードラマ『幾山河は越えたれど〜昭和のこころ 古賀政男〜』で、青年期から晩年の古賀を演じた。
- 片岡鶴太郎

1992年、テレビ大阪の開局10周年記念企画としてテレビ東京系列で放送された『古賀政男物語』で、中年期から晩年の古賀を演じた。
- 野田洋次郎

2020年、NHKの連続テレビ小説『エール』で、青年期の古賀をモデルにした「木枯正人」を演じた。

## 雑記
- 1970年に井上宗孝とシャープ・ファイブがコロムビアからLP『古賀メロディー大作戦』をリリースした。エレキバンドでは初めて古賀メロディーだけのアルバム構成で、ジャケットにメンバーと並んでエレクトリックベースを持った古賀政男が写っている写真が使われている。

- 大川市のゴミ収集車が古賀メロディーを流しながら収集している。